# جيمس ميريديث

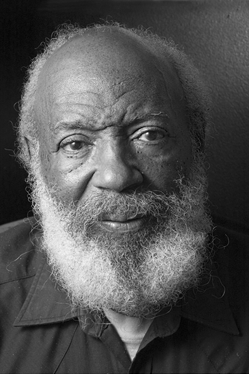
جيمس ميريديث في سنة 2007

جيمس ميريديث (بالإنجليزية: James H. Meredith) من مواليد 25 حزيران من سنة 1933 في مدينة كوسيو سكو بولاية مسيسيبي الأمريكية كان ميريديث أول طالب أمريكي من أصول أفريقية في جامعة مسيسيبي وذلك في الأول من شهر تشرين الاول من سنة 1962 سبب دخول ميريديث إلى جامعة مسيسيبي إلى موجه من المظاهرات العارمة من قبل الطلاب من ذوي البشرة البيضاء حينها قام الرئيس الأمريكي آنذاك جون كيندي بارسال 10000 جندي لتأمين سلامة ميريديث في يومه الأول في الجامعة تخرج جيمس ميريديث في 18 آب من سنة 1963 أي بعد عام من دخوله إلى الجامعة بعد أن نال شهادة البكالوريوس في العلوم السياسية لكونه كان قد جمع وحدات دراسية من جامعات أخرى.
خطط ميريديث لتنظيم مسيرة فردية ضد الخوف لمسافة 220 ميلًا بدءًا من مدينة ممفيس في ولاية تينيسي إلى مدينة جاكسون في مسيسيبي وذلك في عام 1966 أراد أن يسلط الضوء على استمرار العنصرية في الجنوب ولتشجيع تسجيل الناخبين للتصويت بعد إقرار قانون حق التصويت في عام 1965. لم يرغب ميريديث في إشراك منظمات الحقوق المدنية الكبرى. ففي اليوم الثاني أطلق عليه مسلح أبيض النار وأصيب بجروح عديدة. تعهد قادة المنظمات الكبرى بإكمال المسيرة باسمه بعد نقله إلى المستشفى. وفي الوقت الذي كان يتعافى ميريديث فيه ازداد أعداد الناس المشاركين في المسيرات من جميع أنحاء البلاد. ثم عاد ميريديث للانضمام إلى المسيرة وعندما دخل مدينة جاكسون برفقة القادة الآخرين في 26 يونيو كانوا يقودون ما يقدر بنحو 15 ألف مشارك في المسيرة، في أكبر مسيرة للحقوق المدنية في المسيسيبي. وخلال ذلك، تم تسجيل أكثر من 4000 أمريكي من أصل أفريقي في الانتخابات للتصويت، حيث كانت المسيرة حافزًا على استمرار تنظيم المجتمع وتسجيل أعضاء إضافيين.
وفي عام 2002 ومرة أخرى في عام 2012، قادت جامعة المسيسيبي سلسلة من الأحداث على مدار العام احتفالًا بالذكرى السنوية الأربعين والخمسين لعملية التكامل التي قام بها ميريديث للمؤسسة. وقد كان هناك العديد من المتحدثين المدعوين إلى الحرم الجامعي حيث أُقيم له تمثال ليحيي دوره وإنجازاته. وخصص حي ليسيوم دائرة تاريخية في وسط الحرم الجامعي كمعلم تاريخي وطني لتلك الأحداث.   

## النشأة وتعليمه
ولد ميريديث في مدينة كوسيوسكو في المسيسيبي في عام 1933، وهو ابن روكسي (باترسون) وموسيس ميريديث. وهو أمريكي من أصل أفريقي كندي بريطاني واسكتلندي شوكتاو. وكانت عائلته معروفة بلقت «جـ. بوي». حيث كان التجار الأوروبيين يتزاوجون مع بعض أفراد شوكتاو خلال الفترة الاستعمارية. واختار الآلاف من الشوكتاو البقاء في ولاية مسيسيبي فأصبحوا مواطنين أمريكيين عندما غادرت معظم القبيلة إلى موطنها الأصلي في الإقليم الهندي خلال عملية الإجلاء المفروضة فيدراليًا. كان لدى الموجودين في الدولة نقابات مع الأمريكيين الأوروبيين والأمريكيين الأفارقة (الذين كان بعضهم من المستعبدين) وهذا ما زاد السكان متعددي الأعراق في المناطق النامية.
أكمل ميريديث دراسته للصف الحادي عشر في مدرسة مقاطعة أتالا للتدريب (والتي كانت مفصولة كمدرسة بيضاء ومدرسة ملونة بموجب قوانين جيم كرو في الولاية) وأكمل صفه الثاني عشر في مدرسة جيبس الثانوية في سانت بطرسبرغ في ولاية فلوريدا. تخرج من المدرسة الثانوية في عام 1951. ثم جُنّد ميريديث في القوات الجوية الأمريكية إذ خدم من عام 1951 حتى 1960.
وبعد ذلك التحق ميريديث بجامعة ولاية جاكسون لمدة عامين وحاز على درجات جيدة. تابع ميريديث تعليمه مركزًا على العلوم السياسية في جامعة إبادان في نيجيريا. وعاد إلى الولايات المتحدة في عام 1965. ثم التحق بكلية الحقوق عبر منحة دراسية في جامعة كولومبيا وحاز على إجازة في الحقوق LL.B في عام 1968.

## نشاطاته
نظم ميريديث وقاد مسيرة شخصية فردية ضد الخوف في عام 1966 لمسافة 220 ميلًا من مدينة ممفيس في ولاية تينيسي إلى مدينة جاكسون في مسيسيبي ابتداءً من تاريخ 6 يونيو 1966. ودعا الرجال السود فقط للانضمام إليه، أراد أن يسلط الضوء على استمرار الاضطهاد العنصري في دلتا المسيسيبي وكذلك لتشجيع السود على التسجيل للانتخابات والتصويت بعد إقرار قانون حق التصويت الفيدرالي في عام 1965 والذي أجاز بالإشراف الفيدرالي وتنفيذ الحقوق. ووعد الحاكم بول جونسون بالسماح للمسيرة وتوفير الحماية من قبل شرطة الطرق العامة في الدولة. وأراد ميريديث أن يتغلب السود على خوفهم من العنف في ولاية مسيسيبي.
على الرغم من حماية الشرطة إلا أن ميريديث أصيب في اليوم الثاني بطلق ناري من قبل رجل أبيض يدعى أوبري جيمس نورفيل والذي لم تُحدد دوافعه أبدًا وأقرّ بذنبه أمام المحكمة. نُقل ميريديث بسرعة إلى المستشفى واحتشد قادة المنظمات الكبرى في الأخبار وتعهدوا بإكمال المسيرة باسم ميريديث. وناضلوا للتوفيق بين الأهداف المختلفة، لكنهم نجحوا على جذب أكثر من 10 آلاف مشارك في المسيرة من البلدات المحلية وفي جميع أنحاء البلاد أخيرًا.
تعافى ميريديث من جروحه وعاد للانضمام إلى المسيرة قبل وصولها إلى جاكسون في 26 يونيو وعندما دخل 15 ألف مشارك في المسيرة إلى المدينة حيث أصبحت أكبر مسيرة للحقوق المدنية في تاريخ الدولة. وسُجل أكثر من 4000 من المسيسيبيين السود للتصويت خلال المسيرة. واستمرارًا لهذه الأحداث حُفّز التنظيم المجتمعي المستمر وبدأ الأمريكيون الأفارقة يدخلون النظام السياسي مرة أخرى. وأحرز الناخبون السود في ولاية المسيسيبي نسبة عالية من تسجيل الناخبين ومشاركتهم في التصويت.

## المسيرة السياسية
قرر ميريديث الترشح كجمهوري ضد الجمهوري حينها آدم كلايتون باول جونيور في عام 1967 أثناء إقامته ودراسته في نيويورك، وكان كلايتون باول ديمقراطي متعدد فترات الحكم وذلك في انتخابات خاصة لشغل منصب عضوية في الكونغرس في هارلم. ثم انسحب من السباق وأعيد انتخاب باول. وصرح ميريديث في وقت لاحق من حملته الانتخابية: «إن الحزب الجمهوري في نيويورك قدم لي عرضًا: دعمًا كاملًا بكل الطرق، وبكل شيء.» وكان يملك حق الوصول الكامل إلى كبار الجمهوريين في نيويورك.
ترشح ميريديث لمجلس الشيوخ الأمريكي بعد عودته للعيش في المسيسيبي في عام 1972ضد النائب (السيناتور) الديمقراطي جيمس إيسلاند، والذي كان يشغل المنصب لمدة 29 عامًا حيث كان يعمل كدولة ذات حزب واحد. إن الأحكام التالية لدستور الولاية الجديد في عام 1890 جعلت تسجيل الناخبين في غاية الصعوبة، وحُرم الأمريكيون الأفارقة عمليًا من حقهم وأُصيب الحزب الجمهوري بالعجز. واعترف ميريديث بأنه لم يكن يملك فرصة كبيرة للفوز ما لم يدخل حاكم ولاية ألاباما جورج والاس في السباق الرئاسي وفصل أصوات البيض.
خدم ميريديث كجمهوري نشط من 1989 إلى 1991 كمستشار محلي لعضو هيئة مجلس الشيوخ الأمريكي جيسي هيلمز. وفي مواجهة انتقادات مجتمع الحقوق المدنية للعمل على إقرار الفصل العنصري السابق، قال ميريديث إنه تقدم بطلب إلى كل عضو في مجلس الشيوخ والمجلس التشريعي لتقديم خدماته وجاءه الرد من مكتب هيلمز فقط. بينما أراد أيضًا فرصة لإجراء البحوث في مكتبة الكونغرس.
احتفل المسؤولون في جامعة مسيسيبي في عام 2002 بالذكرى الأربعين للدخول التاريخي لمريريث للجامعة وتكامل المؤسسة مع سلسلة من الأحداث التي استمرت على مدار عام. وقال مريديث من الاحتفال: لقد كان الأمر محرجًا بالنسبة لي أن أكون هناك وأن أكون الشخص الذي يحتفل به، يا إلهي!. أريد أن أُسجل في التاريخ وأن تسمّى مجموعة من الأشياء باسمي، ولكن صدقوني إن هذا ليس صحيحًا.
وقال إنه حقق هدفه الأساسي في ذلك الوقت عندما دفع الحكومة الفيدرالية إلى فرض حقوقه كمواطن. ورأى أفعاله على أنها «اعتداء على سيادة البيض». وكان أكثر فخرًا بتخرج ابنه جوزيف ميريديث كأفضل طالب دكتوراه في كلية إدارة الأعمال في الجامعة.
كان ميريديث خلال العام الذي يوافق الذكرى السنوية ضيفًا خاصًا ومتحدثًا لندوة أُقيمت في جامعة ولاية مسيسيبي وقد كان يبلغ من العمر 69 عامًا. وقد تحدث ميريديث عن تجاربه في جامعة أولي ميس من بين الموضوعات الأخرى وخلال فقرة الأسئلة والأجوبة، سأل شاب أبيض ميريديث عما إذا شارك في برنامج الاندفاع (التوظيف) الرسمي. أجاب ميريديث «أليس له علاقة مع الأخويات؟» أجاب الشاب: «نعم»، ولم يرد ميريديث بعد ذلك. عندما كان ميريديث في الـ 29 من عمره كان محاربًا قديمًا في الوقت الذي دخل فيه الجامعة، وكان يجب أن يرافقه عساكر مسلحون في ذلك الوقت لضمان سلامته.

## الإرث والتكريمات
- كرمت جامعة المسيسيبي ميريديث في الذكرى الأربعين لقبوله فيها بالعديد من الأحداث في عام 2002 حيث أقيم تمثال له في الحرم الجامعي على شرفه.
- احتفلت الجامعة بالذكرى الخمسين لدخوله التاريخي في عام 2012 وضم الاحتفال مجموعة من المتحدثين والفنانين والمحاضرات والفعاليات خلال العام.
- حاز ميريديث على ميدالية التأثير التربوي من كلية هارفارد للتعليم، وكان متحدثًا في الاجتماعات المنعقدة في الجامعة وقال ميريديث إنها كانت أول جائزة قُبلت منذ 50 عامًا.[14]

## أعماله
- نُشرت مذكراته بعنوان «ثلاث سنوات في المسيسيبي» عن طريق مطبعة جامعة إنديانا في عام 1966.
- له العديد من الكتب المنشورة حول السياسة والمجتمع.

## روابط خارجية
- جيمس ميريديث على موقع IMDb (الإنجليزية)
- جيمس ميريديث على موقع الموسوعة البريطانية (الإنجليزية)